# Европейски път Е86
Европейски път E86 е част от европейската пътна мрежа. Той свързва граничното село Смърдеш и Топчиево (Синдос) в Гърция. Дължината на маршрута е 177 км.
Пътят минава през Лерин и Баница.